# Ramsesseus
Ramsesseus is een geslacht van halfvleugeligen (Hemiptera) uit de familie witte vliegen (Aleyrodidae), onderfamilie Aleyrodinae.
De wetenschappelijke naam van dit geslacht is voor het eerst geldig gepubliceerd door Zahradnik in 1970. De typesoort is Ramsesseus follioti.

## Soort
Ramsesseus omvat de volgende soort:
- Ramsesseus follioti Zahradnik, 1970